# 易洛魁鎮區 (伊利諾伊州易洛魁縣)
易洛魁鎮區（英語：Iroquois Township）是位於美國伊利諾伊州易洛魁縣的一個行政鎮區。

## 地方資料
根據2010年美國人口普查的數據，易洛魁鎮區的面積為94.90平方千米，當中陸地面積為94.00平方千米，而水域面積為0.90平方千米。當地共有人口599人，而人口密度為每平方千米6.31人。